# Psephotellus varius
Psephotellus varius е вид птица от семейство Psittaculidae.

## Разпространение
Видът е разпространен в Австралия.